# Шарль Вуазен
Шарль Вуазен (фр. Charles Voisin; 12 липня 1882, Ліон — 26 вересня 1912, Корсель-ан-Божоле) — французький авіатор, молодший брат авіатора та авіаконструктора Габріеля Вуазена. Шарль Вуазен — шоста за рахунком людина та перший француз, який літав на апараті важчому за повітря.

## Біографія
Шарль народився через два роки після старшого брата. Незабаром після його народження батько покинув сім'ю, а мати з дітьми переїхала до свого батька, який тримав фабрику в Нойвілі. Саме дід став головним вихователем братів. Після його смерті Габріель та Шарль здобули добру інженерну освіту в Парижі, а 1900 року Габріель, що познайомився з Клементом Адером, серйозно зайнявся будівництвом планерів. Потім з 1903 по 1906 роки Вуазен у співпраці з Луї Блеріо не завжди успішно займалися випробовуванням своїх апаратів. 1906 року Шарль та Габріель Вуазени заснували власну фірму «Брати Вуазен» (Voisin Frères), пізніше Aeroplanes Voisin.
28 лютого 1907 року брати розпочали випробовувати нову машину — біплана з штовхаючим гвинтом та коробчастим хвостом, що призначався для Леона Делагранжа. 16 березня 1907 року Шарль першим з братів здійснив випробовувальний короткий політ. 30 березня 1907 року на тій же машині Шарль здійснив ще два польоти на 20 і 60 хвилин, а після четвертого польоту, 8 квітня, передав її замовникові.
1909 року Вуазен познайомився з «баронесою» де Ларош, яка, піднявшись у повітря на літаку Вуазена, стала першою у світі жінкою-авіаторкою.
26 вересня 1912 року Шарль Вуазен загинув у автокатастрофі поблизу Бельвіля в департаменті Рони; Раймонда де Ларош, що також знаходилася в машині, вижила й змогла знову літати.